# 891 a.C.
L'891 a.C. (DCCCXCI a.C. in numeri romani) è un anno  del IX secolo a.C.

## Eventi
- Cina: Xiao è sovrano della dinastia Zhou occidentale.

## Morti
- Adad-nirari II, sovrano assiro